# 澤井志帆
澤井 志帆（さわい しほ、1996年11月20日 - ）は、静岡第一テレビの女性アナウンサー。兵庫県神戸市出身。

## 来歴・人物
兵庫県立長田高等学校、大阪市立大学経済学部経済学科卒業。
2017年、有田みかんをPRする”有田みかん大使”を務める。前後して撮影会モデルとして活動、ミュージックビデオや大学生による自主制作映画の出演がある。
2019年、静岡第一テレビに入社。同期のアナウンサーは松原大祐。

## 現在の担当番組
- まるごと - リポーター
- every.しずおか - 『みゆき・しほのキラキラクッキング』
- ごちそうカントリー
- FRONT ZERO